# Hồng Phong, Bắc Bình
Hồng Phong là một xã thuộc huyện Bắc Bình, tỉnh Bình Thuận, Việt Nam.

## Địa lý
Xã Hồng Phong là một xã trung du nằm cách trung tâm huyện 47 km và cách thành phố Phan Thiết 37 km, có vị trí địa lý:
- Phía đông giáp xã Hòa Thắng
- Phía tây giáp thành phố Phan Thiết và huyện Hàm Thuận Bắc
- Phía bắc giáp huyện Hàm Thuận Bắc
- Phía nam giáp thành phố Phan Thiết và Biển Đông.

Xã Hồng Phong có diện tích 88,16 km², dân số năm 2021 là 1.718 người, mật độ dân số đạt 19 người/km².

## Hành chính
Xã Hồng Phong được chia thành 2 thôn: Thanh Thịnh, Hồng Trung.

## Lịch sử
Ngày 19 tháng 12 năm 2019, Hội đồng Nhân dân tỉnh Bình Thuận ban hành Nghị quyết 96/NQ-HĐND về việc sáp nhập thôn Hồng Thanh và thôn Hồng Thịnh thành thôn Thanh Thịnh.